# Porta Asinaria

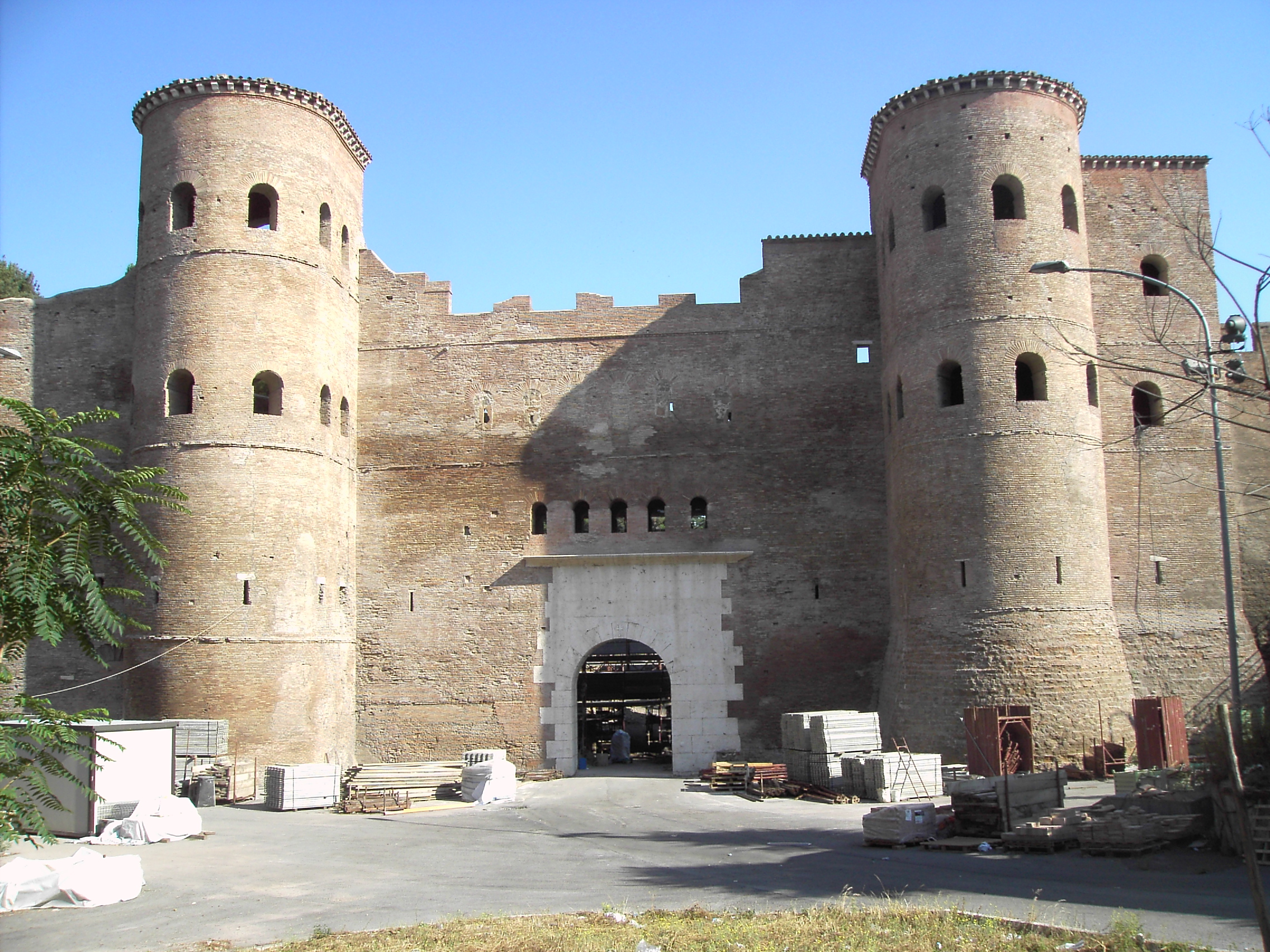
Porta Asinaria in Rom.

Die Porta Asinaria ist ein Tor in der zwischen 271 und 275 n. Chr. erbauten Aurelianischen Mauer in Rom. Das Tor war in der Antike Ausgangspunkt der via Asinaria, einer Verbindung zur via Appia und zur via Ardeatina.
Das Tor war ursprünglich nur eines der kleineren, turmlosen Torbauten in der Aurelianische Mauer. Allerdings befanden sich zwei quadratische Türme in der Nähe. Wohl erst unter Kaiser Flavius Honorius, der 395–423 amtierte, wurde es zu einem richtigen Tor ausgebaut, erhielt zwei halbrunde Türme zu seinen Seiten und einen inneren Torhof. Der bogenförmige Durchgang wurde verbreitert, darüber eine Geschützkammer mit fünf Bogenfenstern eingebaut. Die Fassade des Torbaus selbst wurde mit Travertin verkleidet. Vermutlich bezog das Tor seine gestiegene Bedeutung durch die Nähe des Lateranpalastes. Nach den Umbau- und Erweiterungsmaßnahmen war es das einzige Tor Roms, das vier Türme besaß.
Durch die porta Asinaria drangen im Jahr 546 die Ostgoten unter ihrem Anführer Totila in die Stadt ein und verwüsteten sie. Nach der Wahl des Gegenpapstes Clemens III. 1084 nutzte Robert Guiskard, normannischer Herzog von Kalabrien, sie als Einfallstor, um die Stadt nach dem gescheiterten Versuch, seinen Lehnsherrn Gregor VII. als Papst wieder einzusetzen, zu plündern und niederzubrennen. Das Tor wurde nach erheblichem Geländeanstieg, der seine Benutzung zunehmend unmöglich machte, erstmals vorübergehend im Jahr 1408, endgültig dann im Jahr 1574 geschlossen, als es unter Gregor XIII. durch die neu gebaute und nur wenige Meter entfernte Porta San Giovanni ersetzt wurde.